# Азербайджано-белорусские отношения
Азербайджано-белорусские отношения  —  межгосударственные отношения между Азербайджаном и Республикой Беларусь в политической, экономической, культурной и иных сферах.
Страны являются членами СНГ.

## Дипломатические отношения
Азербайджан и Белоруссия входили в состав СССР. Дипломатические отношения между двумя государствами после обретения ими независимости были установлены 11 июня 1993 года.
Посольство Беларуси в Азербайджане открыто в феврале 2006 года. Посольство Азербайджана в Беларуси открыто в августе 2006 года.
В парламенте Азербайджана действует двусторонняя рабочая группа по отношениям с Белоруссией. Руководитель группы — Зияд Самедзаде.
В Национальном собрании Республики Беларусь действует рабочая группа по отношениям с Азербайджаном.
Международное сотрудничество осуществляется в рамках таких международных организаций, как ООН, ОБСЕ, Совет Европы.

## Двусторонние визиты
В августе 2001 года состоялся первый визит белорусской правительственной делегации во главе с премьер-министром Республики Беларусь в Азербайджан.
11 — 13 ноября 2009 года состоялся второй официальный визит президента Азербайджана в Республику Беларусь.
В ходе официального визита председателя Милли Меджлиса Азербайджана Октая Асадова в Беларусь в октябре 2009 года между Милли Меджлисом Азербайджана и Национальным Собранием Республики Беларусь было подписано соглашение о сотрудничестве.
28 — 29 ноября 2016 года президент Беларуси Александр Лукашенко совершил официальный визит в Азербайджан.

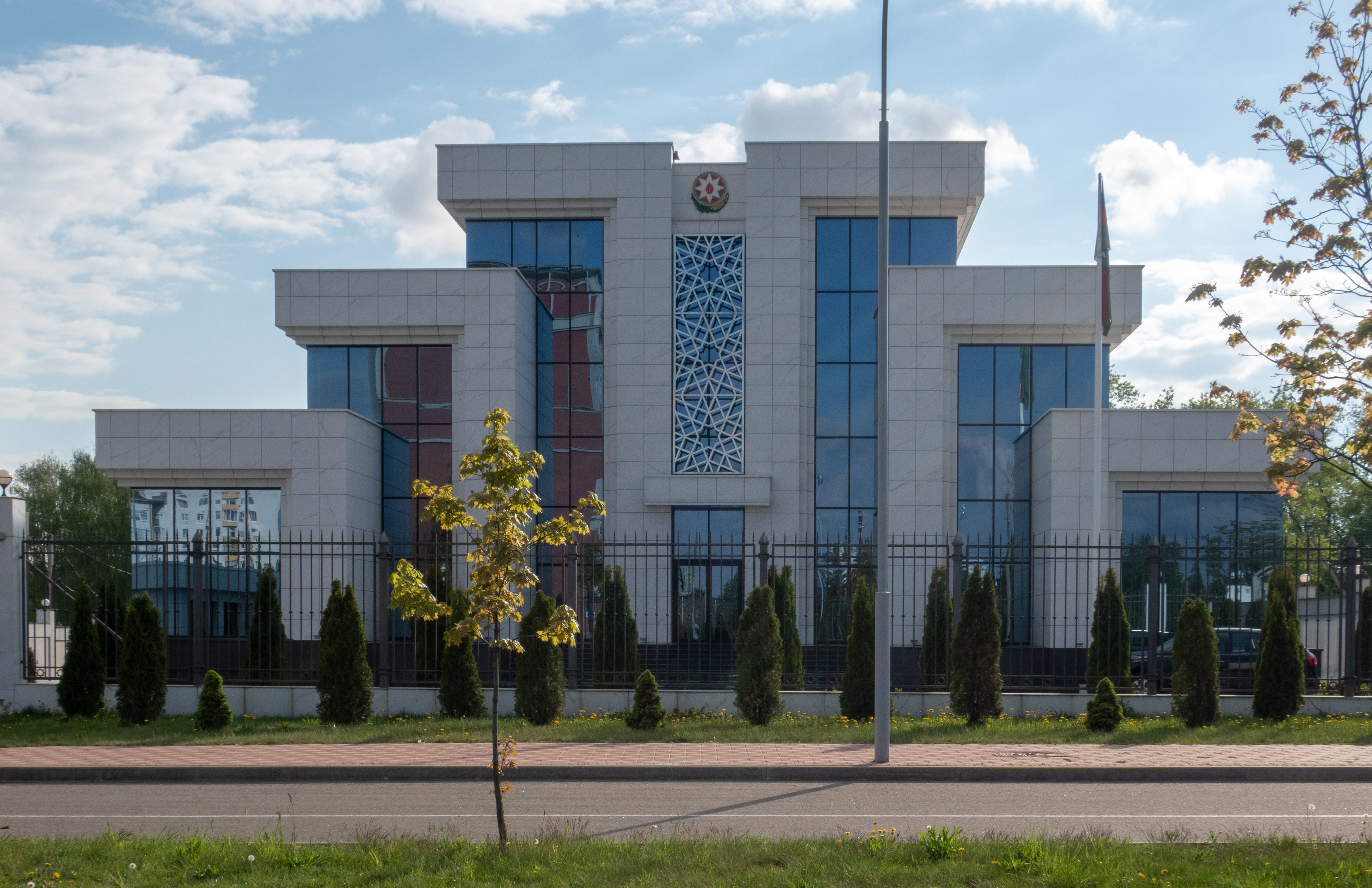
Посольство Азербайджана в Минске

Во время официального визита Ильхама Алиева в Белоруссию 18 — 19 ноября 2018 года было подписано несколько межгосударственных документов
15 — 17 мая 2024 года состоялся очередной визит президента Беларуси Александра Лукашенко в Азербайджан.

## Договорно-правовая база
Между странами действует множество договоров, в том числе:
- договор о дружбе и сотрудничестве (2007)[4]
- соглашение о сотрудничестве в области миграции (2018)
- соглашение о сотрудничестве между генеральными прокуратурами в области судопроизводства (2018)
- соглашение о сотрудничестве в области сельского хозяйства и продовольствия (2018)[7]

## Экономическое сотрудничество
В 2007 году началась реализация ряда совместных проектов в области производственной кооперации. В Азербайджане были созданы сборочные производства тракторов, грузовых автомобилей, автокранов и лифтов. Лидером совместного сотрудничества в области производственной кооперации является Гянджинский автомобильный завод.
В 2018 году был подписан меморандум о сотрудничестве с белорусским предприятием «Нативита».
В 2019 году были предприняты меры по созданию объединённого производства противоопухолевых препаратов.
Азербайджан поставляет нефть в Беларусь, начиная с 2011 года.
В 2017 году в Минске был открыт Торговый дом Азербайджана.
Особое значение в осуществлении совместной деятельности в сфере производственной кооперации имеет Гянджинский автомобильный завод. Планируется объединённое производство автобусов МАЗ,  строительство совместного молочно-товарного комплекса в Азербайджане.
На территории Азербайджана функционирует более 300 белорусских предприятий.
В июне 2025 года концерн лёгкой промышленности «Беллегпром» подписал меморандум о сотрудничестве с Ассоциацией развития малого и среднего бизнеса Азербайджана, компания в области технического текстиля «Моготекс» заключила договор на поставку тканей с Бакинским швейным домом.
«Моготекс» в течение многих лет осуществлял сотрудничество с швейными предприятиями Азербайджана, производящими спецодежду и ведомственную форму для различных структур Азербайджана.

### Товарооборот
(по данным Белоруссии, млн. долл. США)
| Период | Импорт Белоруссии | Экспорт Белоруссии | Товарооборот |
| ------ | ----------------- | ------------------ | ------------ |
| 2005   | 28                | 1,6                | 29,9         |
| 2006   | 34,4              | 2,7                | 37,1         |
| 2007   | 86,4              | 36,2               | 89,6         |
| 2008   | 105,4             | 6,2                | 111,6        |
| 2009   | 120,2             | 4,2                | 124,5        |
| 2010   | 103,2             | 4,3                | 140          |
| 2011   | 162,4             |                    | 209,4        |
| 2012   |                   | 211                | 223,3        |
| 2020   | 164,9             | 148,2              | 313,2        |
| 2021   | 295,5             | 129                | 424,5        |

Динамика внешней торговли в 2013—2019 годах (млн долларов):

### Товарооборот (тыс. долл)
по данным Таможенного комитета Азербайджана
| Год  | Экспорт Азербайджана | Импорт Азербайджана | Сумма товарооборота |
| ---- | -------------------- | ------------------- | ------------------- |
| 2020 | 164 915,53           | 148 248,21          | 313 163,74          |
| 2021 | 295 502,27           | 128 987,01          | 424 489,28          |
| 2022 | 96 864,17            | 266 733,56          | 363 597,73          |
| 2023 | 31 816,59            | 324 772,80          | 356 589,39          |
| 2024 | 48 486,74            | 457 685,18          | 506 171,92          |

Структура экспорта Беларуси в 2012 году: приборы, аппаратура и модели, предназначенные для демонстрационных целей; лесоматериалы продольно-распиленные; запасные части и принадлежности для автомобилей и тракторов; тракторы; фанера клееная; пиломатериалы; двигатели, нефтехимическая продукция, продовольствие, техника для деревообрабатывающей промышленности.
Структура экспорта Азербайджана в 2012 году: нефтепродукты, углеводороды ациклические, сельскохозяйственные товары, нефть, синтетическая продукция, химическая продукция, глины, соки фруктовые и овощные, полимеры этилена.
В период с 2010 по 2015 годы объём экспорта белорусской продукции в Азербайджан был увеличен в четыре раза. В Беларусь привлечено прямых азербайджанских инвестиций на сумму 13,8 млн долларов.
В 2017 объём товарооборота составил 161 млн дол. США. В 2018 году товарооборот возрос в 3,5 раз.

## В области культуры

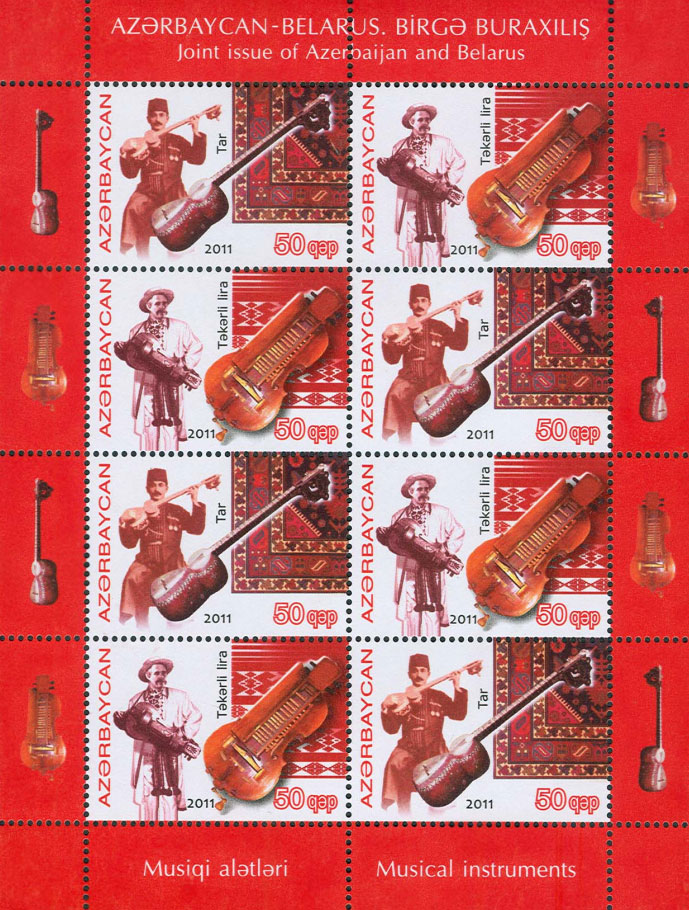
Совместный выпуск марки с изображением национальных музыкальных инструментов

С 22 по 24 мая 2007 года в Минске и Бобруйске проходили дни азербайджанской культуры.
Впервые дни белорусской культуры в Азербайджане прошли в октябре 2008 года в ознаменование 15-летия дипломатических отношений между двумя странами.
21 января 2011 года На сцене Белорусского государственного академического театра в Минске осуществлена постановка азербайджанского музыкального спектакля «Аршин мал алан» на основе одноимённой оперы Узеира Гаджибекова.
4 — 7 июня 2012 году проходили дни белорусской культуры в Баку и Хачмазе. Торжественное открытие Дней культуры Беларуси состоялось в государственной филармонии имени Муслима Магомаева в Баку.
В 2011 году Азербайджанский театр оперы и балета имени М. Ф. Ахундова и Национальный академический Большой театр оперы и балета Беларуси подписали меморандум о сотрудничестве.
На бакинской и минской сценах регулярно проходят выступления белорусских и азербайджанских артистов, в том числе мастеров оперной сцены, дирижёров, ведущих артистов балета. Совместными проектами отметились Белорусский музыкальный театр и Азербайджанский государственный театр музыкальной комедии, Белорусский театр юного зрителя и Сумгаитский государственный музыкально-драматический театр.
23 октября 2007 года был подписан договор о сотрудничестве между Национальным художественным музеем Республики Беларусь и Азербайджанским национальным музеем искусств.
В 2009 году в Баку прошла выставка современных белорусских мастеров кисти Зои Луцевич и Николая Ботвинника.
В 2011 году секретарь Союза писателей Азербайджана Чингиз Абдуллаев принял участие в съезде Союза писателей Беларуси. Посол Азербайджанской Республики в Республике Беларусь Исфандияр Вагабзаде был избран членом Союза писателей Беларуси, а также членом редакционной коллегии органа Союза писателей Беларуси — журнала «Белая вежа».
В 2013 году в Азербайджане прошли дни культуры Республики Беларусь.
С 1 по 3 апреля 2024 года в Баку прошли дни белорусской культуры. В рамках дней культуры прошли дни белорусского кино и в Азербайджанском национальном музее искусств проведена выставка Национального художественного музея Республики Беларусь «Беларусь глазами художников». В кинотеатре Низами показаны фильмы «Лист ожидания» режиссёра А. Ефремова, «Перезвон» режиссёра Е. Сетько, «Подрыв» И. Павлова, «Страна спасенного великана» И. Бышнева. На художественной выставке было представлено 35 произведений художников Антона Вырво, Анны Кононовой, Глеба Отчика, Анны Садовской, Владимира Уроднича.

## Позиция Минска в нагорно-карабахском конфликте
Как и все члены ООН, Белоруссия признаёт Нагорный Карабах частью Азербайджана. Президент страны Александр Лукашенко сохраняет нейтралитет между Арменией и Азербайджаном. Посол Республики Беларусь в Армении заявил, что Беларусь придерживается дипломатического метода решения проблемы и всячески против решения конфликта военным путём.

## Военное-техническое сотрудничество
Азербайджан считается одним из главных покупателей оружия у Белоруссии.
- В 2005 году Белоруссия продала Азербайджану 19 танков Т-72, а 2006-м - 41 танк Т-72M1[39].
- В 2009 году Белоруссия продала Азербайджану пять штурмовиков Су-25 и девять 203-мм самоходных гаубиц 2С7 «Пион»[40].
- В 2010 году в Азербайджан из Белоруссии было поставлено 30 пушек Д-30 калибра 23.
- 14 ноября 2008 года Азербайджан и Белоруссия подписали договор о военном сотрудничестве[41].

Согласно официальным данным, Азербайджан потратил на закупку военной техники у Белоруссии 167 млн долларов.
В мае 2021 года в ходе официального визита министра обороны Беларуси Виктора Хренина в Азербайджан между министерствами обороны Азербайджана и Беларуси подписан план двустороннего сотрудничества на 2021 год.

## Галерея

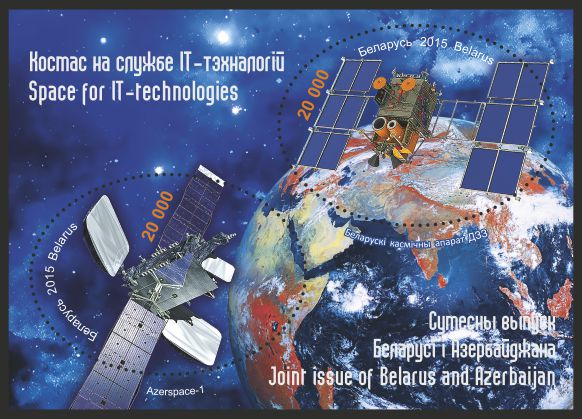
Космос на службе IT-технологий (на белорусском языке), совместный выпуск марок Белоруссии и Азербайджана, 2015
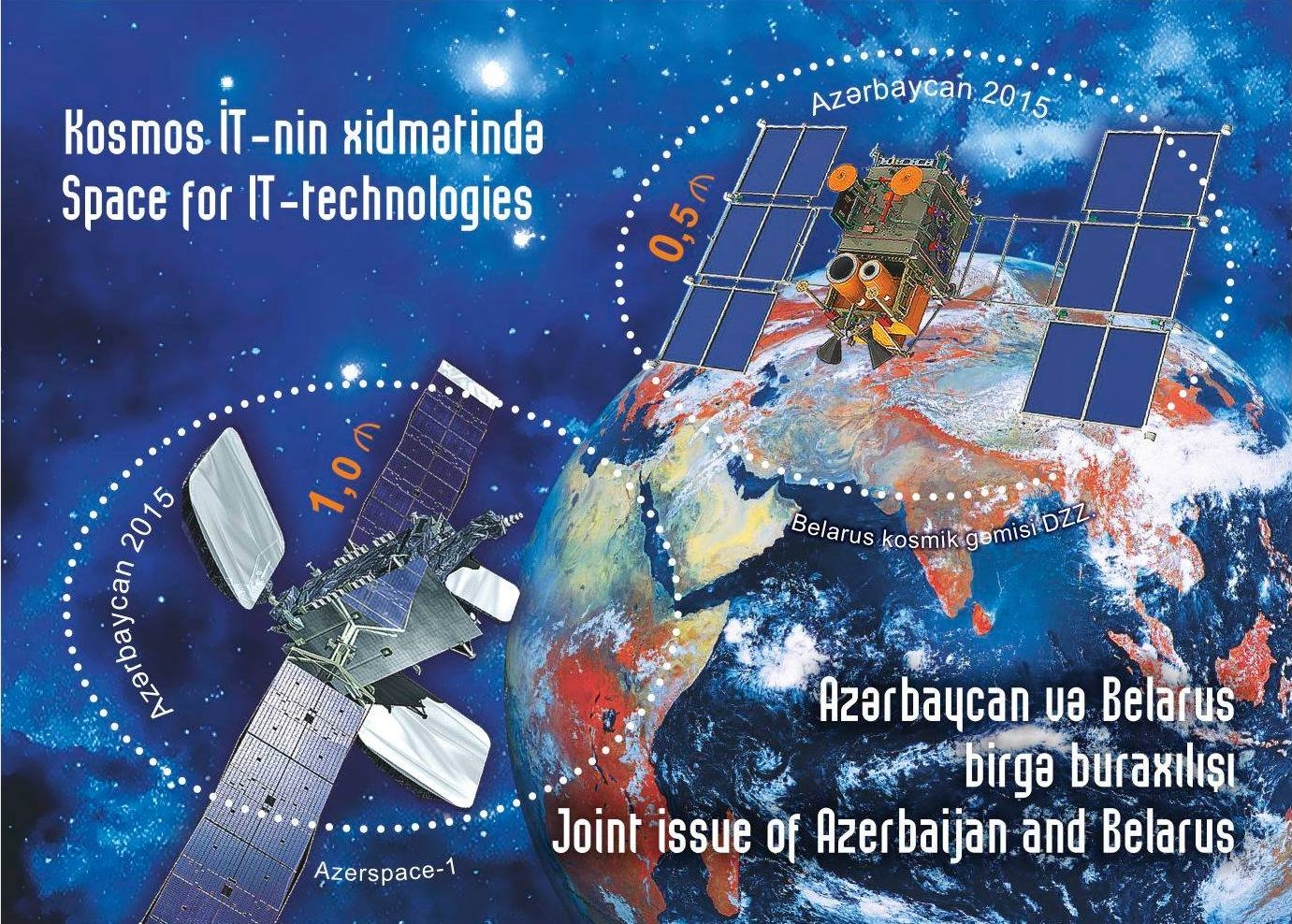
Космос на службе IT-технологий (на азербайджанском языке), на марке спутник Azerspace-1